# قصف درسدن (الحرب العالمية الثانية)
قصف درسدن (بالإنجليزية: Bombing of Dresden)‏ هجوم جوي بريطاني-أمريكي على مدينة درسدن، عاصمة ولاية ساكسونيا الألمانية، خلال الحرب العالمية الثانية. أسقطت 722 قاذفة ثقيلة من سلاح الجو الملكي البريطاني (آر إيه إف) و527 قاذفة من القوات الجوية لجيش الولايات المتحدة (يو إس إيه إيه إف) أكثر من 3900 طن من القنابل شديدة الانفجار والقنابل الحارقة على المدينة ضمن أربع غارات بين 13 و15 فبراير 1945. دمر القصف والعاصفة النارية الناتجة أكثر من 1600 فدان (6.5 كم2) من وسط المدينة. قُتل ما يقدر بنحو 22700 إلى 25000 شخص. تبع ذلك ثلاث غارات جوية أخرى للقوات الجوية الأمريكية، اثنتان منها وقعتا في 2 مارس واستهدفتا ساحة السكك الحديدية في المدينة وغارة أخرى صغيرة في 17 أبريل استهدفت المناطق الصناعية.
إن ادعاءات البروباغندا الألمانية الفورية عقب الهجمات ومباحثات ما بعد الحرب حول حقيقة وجود مسوغات للهجمات قد جعل من واقعة القصف قضية رأي عام أخلاقية للحرب. دافع تقرير لسلاح الجو الأمريكي عام 1953 عن العملية باعتبارها قصفًا مبررًا لهدف استراتيجي، وأشاروا إلى أن الهدف كان مركزًا رئيسيًا للنقل بالسكك الحديدية والمواصلات يضم 110 مصنعًا و50000 عامل لدعم المجهود الحربي الألماني. يدعي العديد من الباحثين أنه لم تُستهدف جميع البنى التحتية للاتصالات، مثل الجسور، ولا المناطق الصناعية الواسعة خارج وسط المدينة. أكد منتقدو القصف أن درسدن كانت معلمًا ثقافيًا مقللين من أهميتها الاستراتيجية، وزعموا أن الهجمات كانت قصفًا عشوائيًا للمنطقة وغير متناسبة مع المكاسب العسكرية. زعم البعض أن الغارة تمثل جريمة حرب. وأشار البعض الآخر، ومعظمهم من اليمين المتطرف في ألمانيا، إلى القصف باعتباره جريمة قتل جماعي، وأطلقوا عليه اسم «محرقة القنابل في درسدن».
في العقود التي تلت الحرب، أُثير جدل حول التفاوت الكبير بعدد القتلى المزعوم، بيد أن الأرقام نفسها لم تعد نقطة خلاف رئيسية بين المؤرخين. في مارس 1945، أمرت الحكومة الألمانية صحافتها بنشر رقم مزيف لضحايا غارات درسدن، وقد زُعم عدد القتلى حتى 500000 ضحية. قدرت سلطات المدينة آنذاك العدد بنحو 25000 ضحية، وهو رقم دعمته التحقيقات اللاحقة بما في ذلك دراسة عام 2010 بتكليف من مجلس المدينة. كان أحد المؤلفين الرئيسيين المسؤولين عن الأرقام المضخمة التي يتم نشرها في الغرب هو منكر الهولوكوست ديفيد إيرفينغ الذي أعلن لاحقًا اكتشافه أن الوثائق التي عمل عليها قد تم تزويرها وأن الأرقام الحقيقية تدعم الرقم 25000.

## خلفية
في وقت مبكر من عام 1945، استُنفد الهجوم الألماني المعروف باسم معركة الثغرة، وكذلك هجوم لوفتفافه الكارثي يوم رأس السنة الجديدة الذي اشتمل على عناصر من 11 جناحًا قتاليًا من قوته المقاتلة النهارية. شن الجيش الأحمر هجمات سيليزيا على الأراضي الألمانية ما قبل الحرب. كان الجيش الألماني آخذ بالتراجع على جميع الجبهات، إنما مع مقاومة شديدة. في 8 فبراير 1945، عبر الجيش الأحمر نهر أودر بمواقع تبعد فقط 70 كم (43 ميل) عن برلين. مهد تقرير خاص للجنة الفرعية للاستخبارات البريطانية المشتركة، الاستراتيجية الألمانية والقدرة على المقاومة، والذي أُعدّ خصيصًا ليقرأه ونستون تشرشل، مفاده أن ألمانيا قد تنهار في وقت مبكر من منتصف أبريل إذا اجتاح السوفيت دفاعاتها الشرقية. بدلًا من ذلك، حذر التقرير من أن الألمان قد يصمدون حتى نوفمبر إذا تمكنوا من منع السوفييت من الاستيلاء على سيليزيا. ومن ثم فإن أي مساعدة للسوفييت على الجبهة الشرقية يمكن أن تقصر عمر الحرب.
تم مباحثة هجوم جوي واسع النطاق على برلين ومدن شرقية أخرى تحت الاسم الرمزي عملية قصف الرعد منتصف عام 1944، ولكن جرى تأجيلها في 16 أغسطس. أُعيد مباحثتها في وقت لاحق، واتخذ القرار لعملية أكثر محدودية. واصل الجيش السوفيتي اندفاعه نحو الرايخ رغم الخسائر الفادحة التي سعوا لتقليلها في المرحلة الأخيرة من الحرب. في 5 يناير 1945، أسقطت قاذفتان من أمريكا الشمالية من طراز بي-25 ميتشل 300,000 منشور فوق درسدن تضمنت «نداءً من 50 جنرال ألماني للجيش والشعب الألماني».
في 22 يناير 1945، أرسل مدير عمليات القاذفة في سلاح الجو الملكي البريطاني، العميد الجوي سيدني بوفتون، ونائب رئيس هيئة الأركان الجوية، المارشال الجوي السير نورمان بوتوملي، مذكرة تشير إلى أن ما يبدو أنه هجوم جوي منسق لسلاح الجو الملكي لمساعدة الهجوم السوفيتي الحالي سيكون ذا تأثير سلبي على الروح المعنوية الألمانية. في 25 يناير، أيدت لجنة الاستخبارات المشتركة الفكرة، مع ارتباطاها بالمعلومات الاستخباراتية فائقة السرية بأن عشرات الفرق الألمانية المنتشرة في الغرب كانت تتحرك لتعزيز الجبهة الشرقية، وأن منع تحركات القوات هذه يجب أن يكون «أولوية قصوى». طُلبت مشورة قائد القوات الجوية المارشال السير آرثر هاريس -قائد القاذفات وضابط الجو الملقب «بومبر» هاريس في الصحافة البريطانية والمعروف عنه تأييده الحماسي لقصف المنطقة- واقترح هجومًا متزامنًا على كيمنتس ولايبزيغ ودرسدن. في ذلك المساء، سأل تشرشل وزير الدولة للطيران، السير أرشيبالد سنكلير، عن الخطط التي وُضعت لتنفيذ هذه المقترحات. مرر الطلب إلى المارشال من سلاح الجو الملكي، السير تشارلز بورتال، رئيس الأركان الجوية، الذي أجاب: «يجب أن نستخدم الجهد المتاح في هجوم واحد كبير على برلين وهجمات على درسدن ولايبزيغ وكيمنتس أو أي مدينة أخرى حيث يمكن للغارة الشديدة أن تحدث ارتباك في عملية الإخلاء من الشرق، وتعرقل أيضًا حركة القوات من الغرب». وذكر أن الطائرات المحولة إلى مثل هذه الغارات لا ينبغي أن تُؤخذ من المهام الأساسية الحالية لتدمير منشآت إنتاج النفط ومصانع الطائرات النفاثة وأحواض الغواصات.

لم يكن تشرشل راضيًا عن هذه الإجابة، وفي 26 يناير، ضغط على سنكلير من أجل خطة عمليات: «سألت [الليلة الماضية] ما إذا كان علينا استبعاد برلين، وبالطبع المدن الكبيرة الأخرى في ألمانيا الشرقية، كأهداف مغرية بشكل خاص... أرجو أن تبلغوني بما سيتم فعله غدًا».

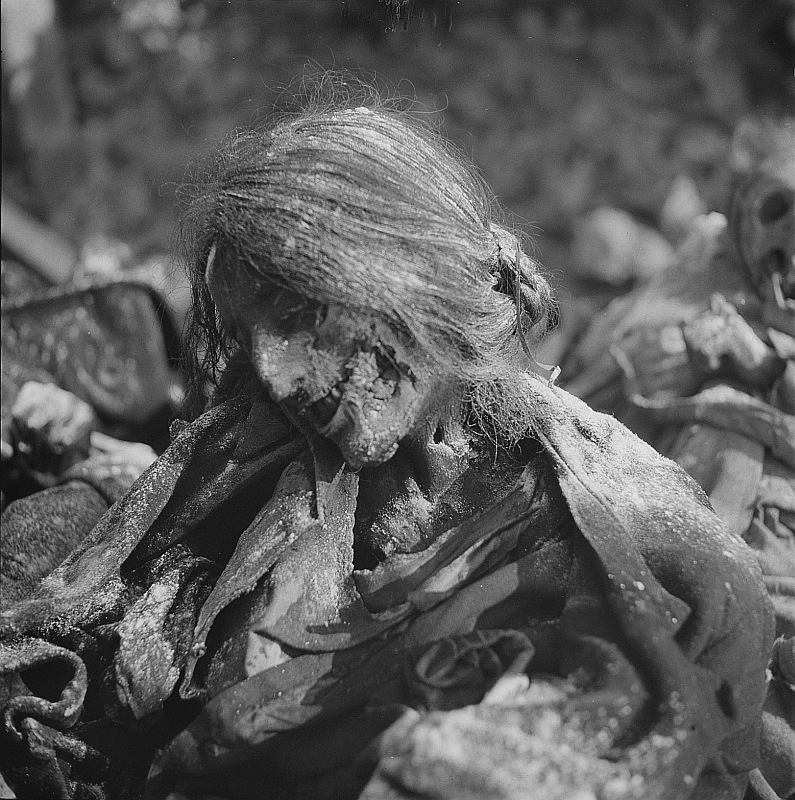
جثة سيدة متفحمة جراء القصف

ردًا على استفسار تشرشل، تواصل سنكلير مع بوتوملي الذي طلب من هاريس شن هجمات على برلين ودرسدن ولايبزيغ وكيمنتس بمجرد ظهور ضوء القمر ومواتاة الطقس «بوجود هدف خاص هو استغلال اضطراب الظروف المحتمل في المدن المذكورة أعلاه خلال التقدم الروسي الناجح». سمح ذلك لسنكلير بإبلاغ تشرشل في 27 يناير باتفاق هيئة الأركان الجوية بأنه «وفقًا للمطالبات السائدة» على أهداف أخرى بموجب توجيه بوينت بلانك، سيتم تنفيذ ضربات ضد المواصلات في هذه المدن لعرقلة إجلاء المدنيين من الشرق وحركة القوات من الغرب.
في 31 يناير، أرسل بوتوملي رسالة إلى بورتال قال فيها إن هجومًا عنيفًا على درسدن ومدن أخرى «سيسبب ارتباكًا كبيرًا في إجلاء المدنيين من الشرق ويعيق حركة التعزيزات من الجبهات الأخرى». يشير المؤرخ البريطاني فريدريك تايلور إلى مذكرة أخرى أرسلها المارشال الجوي السير دوغلاس إيفيل إلى رؤساء لجنة رؤساء الأركان في 1 فبراير، مصرحًا فيها أن التحركات المدنية الجماعية عاملًا مهمًا، بل وحتى رئيسيًا، في قرار قصف وسط المدينة. إن الهجمات هناك حيث توجد تقاطعات السكك الحديدية الرئيسية وأنظمة الهاتف وإدارة المدينة والمرافق من شأنها أن تخلق «الفوضى». ظاهريًا، أيقنت بريطانيا هذا بعد حادثة كوفنتري بليتز، عندما كان لخسارة هذه البنية التحتية الحيوية تأثيرات دامت أطول من الهجمات على مصانع الحرب.
خلال مؤتمر يالطا في7 4 فبراير، أثار نائب رئيس الأركان العامة السوفيتية، الجنرال أليكسي أنتونوف، مسألة إعاقة تعزيز القوات الألمانية من الجبهة الغربية عن طريق شل تقاطعات برلين ولايبزيغ بالقصف الجوي. ردًا على ذلك، طلب بورتال، الموجود في يالطا، من بوتوملي أن يرسل إليه قائمة بالأهداف لمناقشتها مع السوفيت. تضمنت قائمة بوتوملي مصانع النفط ومصانع الدبابات والطائرات ومدينتي برلين ودرسدن. ومع ذلك، وفقًا لريتشارد أوفري، فإن المناقشة مع رئيس الأركان السوفيتي، ألكسي أنتونوف، المسجلة في المحضر تذكر فقط قصف برلين ولايبزيغ. كان قصف درسدن خطة غربية لكن السوفيت كانوا على علم مسبق بالعملية.

## الخسائر الناجمة عن القصف

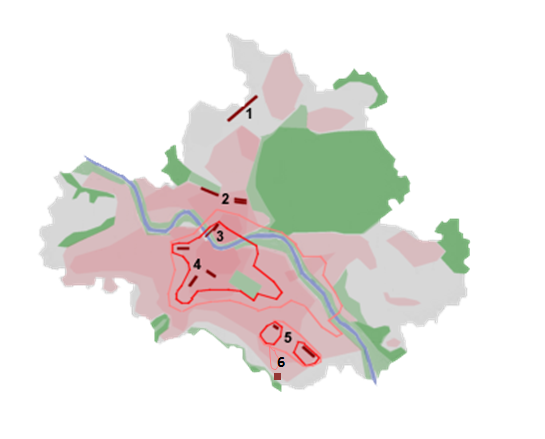
1945: المناطق المقصوفة في درسدن (بدرجات الأحمر)

الغارات شاركت فيها 1300 قاذفة قنابل ثقيلة ألقت في المجمل أكثر من 3900 من المواد شديدة الانفجار والأجهزة الحارقة في أربع غارات، مدمرةً مساحة 13 ميل مربع (نحو 34 كيلومتر مربع أو 34 ألف دونم) من المدينة، والتي هي بمثابة العاصمة الباروكية لولاية ساكسونيا الألمانية. كما تسبب القصف في عاصفة نارية التهمت مركز المدينة.
تفاوتت تقديرات أعداد الضحايا المدنيين ومايزال الجدل محتدماً بهذا الخصوص. حيث تراوحت الأرقام بين 8,200 إلى 300,000 نسمة. وتشير العديد من التقديرات إلى أن عدد ضحايا ذلك القصف من المدنيين هو الأكبر من نوعه في كل الحرب العالمية الثانية متجاوزاً حتى عدد الضحايا المدنيين للقنبلة النووية على هيروشيما. إلا أن بعض التقديرات الحديثة تطرح أرقاماً أقل تتراوح بين 24,000 إلى 40,000 شخص.

## وصلات خارجية
- Official Memorial